# Campoplex nigrifemur
Campoplex nigrifemur är en stekelart som först beskrevs av Szepligeti 1916.  Campoplex nigrifemur ingår i släktet Campoplex och familjen brokparasitsteklar. Inga underarter finns listade.